# Дардери, Лучано
Лучиано Дардери (итал. Luciano Darderi; род. 14 февраля 2002, Вилья-Хесель, Аргентина) — итальянский теннисист; победитель двух турниров ATP в одиночном разряде.

## Общая информация
Лучиано родился в Вилья-Гесель, в Аргентине. Его отец, бывший профессиональный теннисист Джино Дардери, который стал его тренером. Лучиано Дардери имеет двойное гражданство. В возрасте двух лет он впервые берёт теннисную ракету, а в пять начал регулярные занятия теннисом. В 10 лет он переехал с семьей в Италию, начал тренироваться в Ареццо и Риме. Его брат Вито (2008 года рождения), также играет в теннис.

## Спортивная карьера
Дардери дебютировал в ATP Туре на турнире в Кордове 2023 года, попав на него через квалификацию. В первом раунде он одержал свою первую победу над Юго Гастоном. В этом же году он сумел войти в основную сетку турнире в Акапулько в качестве лаки-лузера. В топ-125 он вошёл 13 ноября 2023 года.
В 2024 году квалифицировался в основную сетку на турнире в Кордове. На этом турнире сумел дойти до финала, обыграв Томаса Барриоса Веру, а также четвертого сеяного Себастьяна Офнера и седьмого сеяного Янника Ханфмана. В полуфинале одержал победу над действующим чемпионом турнира Себастьяном Баэсом. Третий раз за историю ATP Тура в финале турнира встретились два участника квалификации: Лучиано и аргентинец Факундо Багнис. В результате такого успеха Дардери попал в топ-100 рейтинга.
В мае 2024 года итальянец дебютировал на турнирах Большого шлема. На Открытом чемпионате Франции в первом раунде Дардери обыграл Ринки Хидзикату, а во втором уступил в трёх сетах Таллону Грикспору.

## Рейтинг на конец года
| Год  | Одиночный рейтинг | Парный рейтинг |
| 2024 | 44                | 217            |
| 2023 | 128               | 185            |
| 2022 | 206               | 149            |
| 2021 | 341               | 265            |
| 2020 | 960               | 1109           |
| 2019 | 1438              | 1283           |

## Выступления на турнирах

### Финалы турнировATPв одиночном разряде (4)

#### Победы (4)
| Легенда                     |
| --------------------------- |
| Турниры Большого шлема (0)* |
| Итоговый турнир ATP (0)     |
| Мастерс (0)                 |
| АТР 500 (0)                 |
| АТР 250 (4)                 |

| Титулы по покрытиям | Титулы по месту проведения матчей турнира |
| ------------------- | ----------------------------------------- |
| Хард (0)*           | Зал (0)                                   |
| Грунт (4)           | Зал (0)                                   |
| Трава (0)           | Открытый воздух (4)                       |
| Ковёр (0)           | Открытый воздух (4)                       |

* количество побед в одиночном разряде.
| №  | Дата            | Турнир             | Покрытие | Соперник в финале | Счёт          |
| 1. | 11 февраля 2024 | Кордова, Аргентина | Грунт    | Факундо Багнис    | 6-1 6-4       |
| 2. | 6 апреля 2025   | Марракеш, Марокко  | Грунт    | Таллон Грикспор   | 7-6(3) 7-6(4) |
| 3. | 20 июля 2025    | Бостад, Швеция     | Грунт    | Йеспер Де Йонг    | 6-4 3-6 6-3   |
| 4. | 26 июля 2025    | Умаг, Хорватия     | Грунт    | Карлос Табернер   | 6-3 6-3       |